# Wolfgang Pauly (Theologe)
Wolfgang Pauly (* 1954 in Sulzbach/Saar) ist ein deutscher römisch-katholischer Theologe.

## Berufsleben
Er studierte katholischer Theologie, Philosophie und Germanistik in Saarbrücken, Tübingen und Trier. Nach der Promotion an der Universität des Saarlandes 1989 wurde er akademischer Mitarbeiter und später außerplanmäßiger Professor der Universität Koblenz-Landau.
Seine Arbeitsschwerpunkte sind systematische Theologie (Fundamentaltheologie, Dogmatik) und Religionswissenschaft (Judentum). Er ist Mitglied der Gesellschaft für christlich jüdische Zusammenarbeit Pfalz (Geschäftsführer und kath. Vorsitzender), der Europäischen Gesellschaft für katholische Theologie, der  Arbeitsgemeinschaft der deutsch-italienischen Religionspädagogen und des Arbeitskreises der Rhein-Main-Religionspädagogen.

## Werke (Auswahl)
- Wahrheit und Konsens. Die Erkenntnistheorie von Jürgen Habermas und ihre theologische Relevanz (= Saarbrücker theologische Forschungen. Band 1). Lang, Frankfurt am Main/Bern/New York/Paris 1989, ISBN 3-631-42199-0 (zugleich Dissertation, Saarbrücken 1989).
- mit Helmut Fox: Glauben lernen heute. Der «Katechismus der Katholischen Kirche» auf dem Prüfstand (= EGS-Texte). Ehrenwirth, München 1994, ISBN 3-431-03348-2.
- Gelebter Glaube – verantworteter Glaube. Perspektiven und Personen (= Landauer Universitätsschriften. Theologie. Band 2). Knecht, Landau 1997, ISBN 3-930927-27-6.
- Abschied vom Kinderglauben. Ein Kursbuch für aufgeklärtes Christensein (= Publik-Forum. Edition). Publik-Forum, Oberursel 2008, ISBN 978-3-88095-173-0.
- Geschichte der christlichen Theologie, Darmstadt 2008, ISBN 978-3-89678-644-9 / portugiesische Ausgabe: Historia da teologia crista, Sao Paulo, Brasilien 2012, ISBN 978-85-15-03942-5.
- Martin Buber. Ein Leben im Dialog (= Jüdische Miniaturen. Band 99). Hentrich & Hentrich, Berlin 2010, ISBN 978-3-942271-09-7.
- Der befreite Jesus. Unterwegs zum erwachsenen Christusglauben (= Publik-Forum. Edition). Publik-Forum, Oberursel 2013, ISBN 978-3-88095-243-0.
- Gotthold Hasenhüttl. Theologie und Kirche im Konflikt. Wissenschaftliche Buchgesellschaft, Darmstadt 2015, ISBN 3-534-26740-0.
- Erich Fromm. Frei leben -schöpferisch lieben, Berlin, Leipzig 2019, ISBN 978-3-95565-259-3.
- Der über-flüssige Gott. Die Lebenstauglichkeit eines fragwürdigen Wortes, Freiburg 2024, ISBN 978-3-534-64208-3.

Über 300 weitere Artikel und Aufsätze in theologischen Fachbüchern und Zeitschriften